# Ignatz von Kolisch
Baron Ignatz von Kolisch (ur. 6 kwietnia 1837 w Bratysławie, zm. 30 kwietnia 1889 w Wiedniu) – szachista i dziennikarz węgierski.

## Życiorys
Pochodził ze stosunkowo biednej, żydowskiej rodziny, zamieszkującej żydowską dzielnicę Bratysławy. Dzięki wielkiemu talentowi, popartemu znacznym wysiłkiem, z czasem został jednym z wybitniejszych wiedeńskich finansistów. Dopomogła mu w tym jego świetna kariera szachowa.
W roku 1871 założył w Wiedniu bank i porzucił występy w turniejach szachowych, nie zerwał jednak z szachową przeszłością, finansowo wspierając kluby oraz sponsorując międzynarodowe turnieje, m.in. w Baden-Baden (1870), Wiedniu (1873, 1882), Paryżu (1878) i Londynie (1883).
W 1881 r. uzyskał, nadany mu przez księcia Saksonii-Meiningen, Jerzego II, tytuł barona. W jego baronowskim herbie znalazła się szachownica i wizerunki trzech figur szachowych.
W 1884 r. założył w Wiedniu dziennik „Wiener Allgemeine Zeitung”, w którym wraz z małżonką, pod pseudonimem, pisywał regularnie felietony na aktualne tematy.

## Kariera szachowa
W latach 60. XIX wieku należał do światowej czołówki. Po raz pierwszy na arenie międzynarodowej pojawił się w roku 1859 w Paryżu. W słynnej Café de la Régence osiągnął wiele cennych zwycięstw, pokonując m.in. Bernharda Horwitza oraz uzyskując remisowy bilans w partiach z samym Adolfem Anderssenem. W 1860 wyjechał do Londynu, gdzie odniósł kolejne sukcesy: pokonał w meczach Horwitza (3 - 1) oraz Thomasa Barnesa (10 - 1). Spotkał się również z Anderssenem oraz z Louisem Paulsenem (oba mecze minimalnie przegrywając). W okresie tym starał się o rozegranie meczu z Paulem Morphym, jednak bezskutecznie. W 1867 odniósł największy sukces w karierze, triumfując (przed m.in. Szymonem Winawerem, Wilhelmem Steinitzem i Gustavem Neumannem) w III Międzynarodowym Turnieju w Paryżu, zorganizowanym z okazji Wystawy Światowej.
Według retrospektywnego systemu rankingowego Chessmetrics w sierpniu 1867 r. zajmował z wynikiem 2755 punktów pierwsze miejsce na świecie.